# 자칭
자칭(賈淸, Jia Qing, 1986년 11월 2일 ~ )은 중화인민공화국의 배우이다.

## 출연작

### 드라마
- 2014년 안후이 위성 텔레비전 해돈제일극장 《녹정기 2014》 - 아가 역
- 2015년 후난위성텔레비전 청춘진행중 《소년사대명포》 - 희요화 역
- 2015년 후난위성텔레비전 금응독파극장 《처자적황언》 - 리샤시 역
- 2016년 후난위성텔레비전 금응독파극장 《무신 조자룡》 - 공손보월 역
- 2017년 저장 위성 텔레비전 주파극장 《전기대형》 - 후비위 역
- 2017년 장쑤 위성 텔레비전 행복극장 《유화보병영》 - 하이란 역
- 2018년 산둥 위성 텔레비전 화양극장 《아문적천궐가》 - 청링윈 역
- 2020년 베이징 텔레비전 품질극장 《료불기적아과의생》 - 구가인 역
- 2020년 동방 위성 텔레비전 동방극장 《석두개화》 - 통웨이웨이 역
- 2023년 저장 위성 텔레비전 중국람극장 《공소》 - 장완루 역